# Cyrtandromoea miqueliana
Cyrtandromoea miqueliana är en tvåhjärtbladig växtart som beskrevs av Charles Baron Clarke. Cyrtandromoea miqueliana ingår i släktet Cyrtandromoea och familjen Gesneriaceae. Inga underarter finns listade i Catalogue of Life.